# Videsnårsfältmätare
Videsnårsfältmätare (Xanthorhoe abrasaria) är en fjärilsart som beskrevs av Herrich-Schäffer 1855. Videsnårsfältmätare ingår i släktet Xanthorhoe och familjen mätare, Geometridae. Arten är reproducerande i norra Sverige. Inga underarter finns listade i Catalogue of Life.